# Jean-Yves Gouttebel
Jean-Yves Gouttebel, né le 24 août 1949 à Ambert (Puy-de-Dôme), est un homme politique français, ancien membre du Parti socialiste avant de rejoindre en 2013 le Parti radical de gauche.
Successivement adjoint au commissaire à l’aménagement et au développement économique du Massif central, puis directeur d’une société de développement régional, Jean-Yves Gouttebel est professeur associé à la Faculté de Droit et de Sciences politiques de Clermont-Ferrand, expert en développement territorial. Jean-Yves Gouttebel est Président du Conseil départemental du Puy-de-Dôme d'avril 2004 au 1er juillet 2021.

## Parcours politique
Son père est maire de Bertignat, petite commune du Livradois-Forez. Venu à Clermont-Ferrand dès 1966, pour poursuivre ses études secondaires et supérieures à l’université d’Auvergne, il s’implique rapidement dans la gestion de la ville.
Il revendique un engagement politique dans la lignée de Pierre Mendès France et considère Roger Quilliot, Michel Crépeau et Jacques Delors tous membres du Gouvernement Mauroy, comme les personnalités politiques l'ayant le plus marqué.
Animateur et acteur de clubs de réflexion au niveau national, il installe le Club Témoin à Clermont-Ferrand en 1994. Initié au niveau national par Jacques Delors afin de faciliter l’éclosion des jeunes talents, le Club Témoin, au niveau local, visait l’arrivée de nouveaux profils en politique, notamment des femmes et des jeunes, et la poursuite d'une réflexion. La place de la citoyenneté en Europe, le devenir de la démocratie, la bonne gouvernance, les nouveaux liens sociaux furent au cœur des discussions.
En 1977, à l'âge de 28 ans, Jean-Yves Gouttebel est élu conseiller municipal de Clermont-Ferrand. Il devient l'adjoint au maire Roger Quilliot, charge des finances et du développement économique.
En 1997, après la démission de Roger Quilliot, il se présente aux suffrages des adhérents de la fédération du Parti socialiste qui doivent désigner le nouveau maire de Clermont-Ferrand. Mais la primaire est favorable à Serge Godard dont il reste cependant l'Adjoint aux Finances jusqu'en 2001.
Élu en 1998 conseiller général de Clermont-Ouest, Jean-Yves Gouttebel devient en 2001 vice-président du conseil général, chargé de l’environnement et de l’aménagement du territoire, avant d’être élu en avril 2004, président de cette même collectivité. Il succède alors à Pierre-Joël Bonté, élu président du conseil régional d'Auvergne.
Le 20 mars 2008, il est réélu à la présidence du conseil général du Puy-de-Dôme face à la candidate officiellement investie par la fédération socialiste du Puy-de-Dôme, la sénatrice Michèle André. Il est exclu du Parti socialiste le 15 avril suivant, tandis que 17 conseillers généraux socialistes du Puy-de-Dôme sont suspendus du parti.
En tant que candidat divers gauche, il est réélu conseiller général de Clermont-Ferrand-Ouest avec 69,5 % au second tour de scrutin des élections cantonales le 27 mars 2011. Le 31 mars 2011, il est une nouvelle fois élu à la tête du conseil général du Puy-de-Dôme, face au candidat officiel du Parti socialiste, Alexandre Pourchon (conseiller général de Clermont-Ferrand-Nord).
En septembre 2011, il est candidat aux élections sénatoriales dans le Puy-de-Dôme sous l'étiquette divers-gauche. Il axe sa campagne sur son action envers les maires, en tant que président du conseil général. Il indique que s'il est élu sénateur, il restera président du conseil général du Puy-de-Dôme, cumulant ainsi les deux fonctions. Il obtient 22,52 % des voix au premier tour sous l'étiquette divers gauche mais renonce à se maintenir au deuxième tour où le Parti socialiste remporte les trois sièges.
Le 10 avril 2013, il annonce son ralliement au Parti radical de gauche.
Il soutient Emmanuel Macron lors de l'élection présidentielle de 2017.
Le 26 avril 2021, il annonce qu'il ne sera pas candidat à sa propre succession aux élections départementales de 2021 après 17 ans et 4 mois de présidence. Même s'il n'en avait pas parlé, il déclare que sa décision remonte au 3 juillet 2018, lors de l'inscription de la Chaîne des Puys-faille de la Limagne à l'UNESCO (un des projets qu'il retient de sa présidence). Lionel Chauvin, membre de la majorité Union des républicains et indépendants, lui succède le 1er juillet 2021 en tant que président du conseil départemental.

## Parcours professionnel
- Assistant à la faculté des sciences économiques de Clermont-Ferrand (1973-1979)
- Chargé de mission à la Société de développement régional (1979-1984)
- Auditeur de l’Institut des hautes études de défense nationale (IHEDN) (1984)
- Adjoint au Commissaire à l’aménagement et au développement économique du Massif central (DATAR) (1984-1991)
- Directeur régional de la Société pour le développement économique du Centre et du Centre-Ouest (SODECCO) (1991-1998)
- Consultant en développement économique au cabinet Développement, entreprises et territoires qu’il a fondé en 1998
- Ancien professeur associé à la Faculté de droit et de sciences politiques de Clermont-Ferrand (depuis 1998), il enseigne également à l’INET de Strasbourg.

## Décorations
Il est nommé officier de la Légion d’honneur le 31 décembre 2015.

## Ouvrages
- Jean-Yves Gouttebel (préf. Roger Quilliot), Quartier libre : expression d’un Clermontois sur la ville, Clermont-Ferrand, G. de Bussac, 1994, 115 p.
- Jean-Yves Gouttebel, Stratégie de développement territorial, Paris, Economica, 2003, 262 p.